# Paryphoconus ecuadorensis
Paryphoconus ecuadorensis är en tvåvingeart som beskrevs av Gustavo R. Spinelli och Wirth 1984. Paryphoconus ecuadorensis ingår i släktet Paryphoconus och familjen svidknott.
Artens utbredningsområde är Ecuador. Inga underarter finns listade i Catalogue of Life.